# Muette
Muette è il 62º quartiere amministrativo di Parigi, situato nel XVI arrondissement.
Esso si trova all'estremità occidentale della città tra il Bois de Boulogne e Passy, da un lato, e rue du Ranelagh e l'avenue Henri-Martin dall'altro.
Ospita la sede municipale del XVI arrondissement, l'omonimo parco, il Museo Marmottan-Monet ed il Cimitero di Passy, ove sono sepolti, fra gli altri, Manet, Georges Mandel e Claude Debussy.

## Trasporti
Il quartiere è raggiungibile con la linea 9 della Metropolitana che ferma alla Stazione di La Muette.